# Revoluția Franceză de la 1830
Revoluția franceză de la 1830, cunoscută și sub numele de Revoluția din iulie (în franceză Révolution de Juillet), A doua revoluție franceză, sau Cele trei zile glorioase (în franceză Trois Glorieuses), a dus la răsturnarea regelui Carol al X-lea, monarhul francez din Casa de Bourbon și întronarea vărului său Ludovic-Filip de Orléans (cel care, după 18 ani pe tronul Franței, avea să fie răsturnat în 1848). Această revoluție a marcat trecerea de la monarhia restaurată a Bourbonilor la o monarhie constituțională (Monarhia din iulie), tranziția puterii de la Casa de Bourbon la ramura sa cadetă, Casa de Orléans și înlocuirea principiului dreptului ereditar cu suveranitatea populară. Susținătorii Casei de Bourbon au fost numiți ulterior „legitimiști”, iar susținătorii lui Ludovic-Filip „orléaniști”.

## Context istoric
După înfrângerea Franței napoleoniene în mai 1814, Europa continentală, și în special Franța, se afla într-o stare de dezordine politică. Congresul de la Viena s-a reunit în special pentru a stabili noua hartă politică a continentului. Mai multe țări europene au participat la acest congres, dar stabilirea deciziilor era controlată de patru puteri majore: Regatul Unit, reprezentat de secretarul său de externe Viscount Castlereagh, Imperiul Austriac, reprezentat de prim-ministrul Klemens Wenzel von Metternich, Imperiul Rus, reprezentată de țarul Alexandru I și Prusia, reprezentată de regele Frederic Frederic Wilhelm al III-lea. 
Ministrul francez de externe, Charles-Maurice de Talleyrand-Périgord, a participat și el la Congresul de la Viena. Deși Franța era considerată un stat inamic, Talleyrand a fost lăsat să participe la Congres, deoarece susținea că a cooperat cu Napoleon doar forțat de împrejurări. El a sugerat ca Franța să fie restaurată la granițele și guvernele ei „legitime” (adică pre-napoleoniene) - un plan care, cu unele schimbări, a fost acceptat de marile puteri. Franța a fost cruțată de anexări mari și a revenit la granițele sale din 1791. Casa de Bourbon, înlăturată de Revoluție, a fost restaurată pe tron în persoana lui Ludovic al XVIII-lea. Congresul l-a obligat însă pe Ludovic al XVIII-lea să accepte o constituție: La Charte constitutionnelle.

### Domnia lui Carol al X-lea
La 16 septembrie 1824, după o boală care a durat câteva luni, Ludovic al XVIII-lea, în vârstă de 68 de ani, a murit fără a avea copii. În consecință, fratele său mai mic, Carol, în vârstă de 66 de ani, a moștenit tronul Franței. La 27 septembrie 1824, Carol al X-lea și-a făcut intrarea oficială în Paris. În cadrul ceremoniei, în timp ce-i prezenta regelui cheile orașului, Contele de Chabrol, prefect de Sena, declara: „Mândru de noul său rege, Parisul poate aspira să devină regina orașelor prin măreția sa, așa cum poporul aspiră să fie în primul rând în fidelitatea, devotamentul și iubirea sa”.

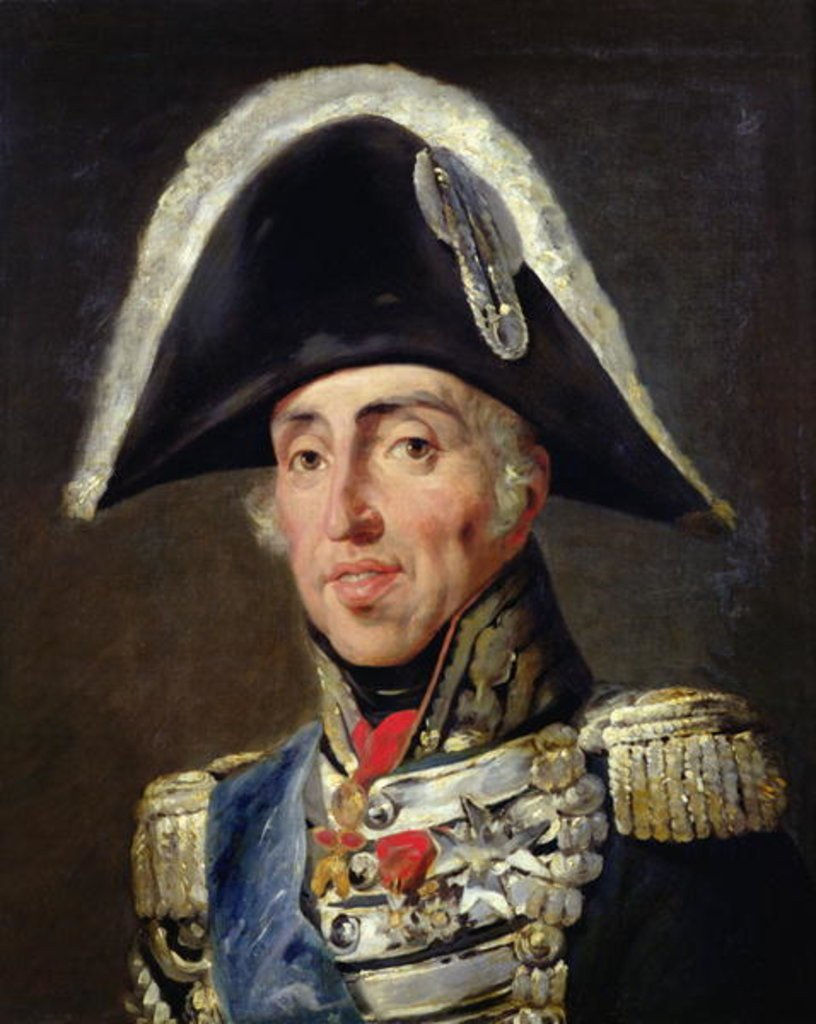
Regele Carol al X-lea

Opt luni mai târziu, parizienii și-au schimbat opinia despre noul rege. Cauzele acestei schimbări dramatice în opinia publică au fost mai multe, dar principalele două au fost: 
- Impunerea pedepsei cu moartea pentru oricine profanează Euharistia (Loi sur le sacrilège, „Legea anti-sacrilegiu”).
- Dispozițiile pentru despăgubirile financiare pentru proprietățile confiscate în timpul Revoluției franceze din 1789 și Primului Imperiu Francez: „aceste despăgubiri vor fi plătite oricui, nobil sau ne-nobil, care a fost declarat «dușman al revoluției»”.

Popularitatea regelui și a guvernului său a scăzut mult. Acest lucru a devenit foarte vizibil atunci când, la 16 aprilie 1827, în timp ce trecea în revistă Garde royale (Garda regală) pe Champ de Mars⁠(d), regele a fost întâmpinat cu o liniște înghețată, mulți dintre spectatori refuzând chiar să-și scoată pălăriile. Carol al X-lea i-a spus ulterior vărului său că „deși majoritatea oamenilor prezenți nu erau prea ostili, unii au privit uneori cu expresii teribile”. 
Datorită a ceea ce a considerat că este o critică în creștere, neobosită și din ce în ce mai acută, atât împotriva guvernului, cât și a Bisericii Catolice, guvernul a introdus în Camera Deputaților o propunere legislativă care să consolideze cenzura, în special în ceea ce privește ziarele. Camera a respins această propunere cu o atât de largă majoritate încât guvernul, umilit, nu a avut de ales decât să o retragă. Între timp avusese loc un alt eveniment mult controversat: pe motiv că s-a comportat într-un mod ofensator față de coroană, la 30 aprilie 1827 regele a dizolvat brusc Garda națională din Paris⁠(d), un grup voluntar de cetățeni care fusese perceput până atunci ca o organizație care întărea sentimentul de încredere dintre monarhie și popor. Politicienii moderați au fost îngroziți de această măsură care, în mod evident, avea să ducă la agravarea conflictului: „[Eu] aș prefera să mi se taie capul”, scria un nobil din Renania la aflarea știrilor, „decât să fi recomandat un astfel de act: singura măsură necesară pentru a provoca o revoluție este cenzura”.
La 17 martie 1830, majoritatea din Camera Deputaților a adoptat o moțiune de cenzură (Adresse des 221⁠(d)), împotriva guvernului regal condus de prințul Jules de Polignac⁠(d). În replică, a doua zi, regele Carol al X-lea a prorogat parlamentul, apoi, pe 16 mai l-a dizolvat, stabilind data alegerilor peste două luni. În această perioadă, liberalii i-au promovat pe cei 221 de deputați care reușiseră moțiunea de cenzură din parlament ca „eroi ai poporului”, în timp ce guvernul s-a străduit să obțină sprijin în toată țara, îndeosebi prin intermediul prefecților departamentelor Franței. Rezultatul alegerilor a fost însă o majoritate covârșitoare a liberalilor, guvernul fiind astfel în minoritate parlamentară.
Momentul culminant al rupturii definitive dintre monarhie și popor a venit odată cu modificarea Cartei din 1814⁠(d) (carta constituțională) prin decrete regale, promulgate duminică, 25 iulie 1830. Prin aceste decrete, cunoscute sub numele de „Ordonanțele din iulie”, se dizolva Camera Deputaților, se suspenda libertatea presei și se organizau noi alegeri (la care clasa de mijloc era practic exclusă). Luni, 26 iulie, aceste decrete au fost publicate în principalul ziar conservator din Paris, Le Moniteur. Marți, 27 iulie, a izbucnit revoluția (în franceză Les trois journées de juillet) care a dus la sfârșitul monarhiei Bourbonilor.

## Cele trei zile glorioase

### Luni, 26 iulie 1830
Vara anului 1830 a fost caldă și uscată, care i-a îndemnat pe cei care își permiteau să plece din Paris la țară. Cea mai mare parte din burghezia pariziană, ocupată cu profesiunile și afacerile proprii nu plecase însă, și astfel membrii acesteia au aflat rapid despre „Ordonanțele din iulie”, care le interziceau să candideze pentru Camera Deputaților. În semn de protest, membrii bursei din Paris au refuzat să mai împrumute bani, iar proprietarii de afaceri și-au închis fabricile și amicile ateliere. Muncitorii s-au trezit peste noapte rămași fără niciun venit. Șomajul, care era deja însemnat de la începutul verii, a crescut brusc. „Un număr mare de... lucrători nu au mai avut de făcut decât să protesteze”.
În timp ce ziare precum Journal des débats, Le Moniteur și Le Constitutionnel și-au încetat deja apariția în conformitate cu Ordonanțele din iulie, aproape 50 de jurnaliști de la mai multe ziare pariziene s-au întâlnit în birourile jurnalului Le National. Acolo, ei au semnat un protest colectiv și au promis că ziarele lor vor continua să fie tipărite.
În seara aceleiași zile, când poliția a atacat o agenție de presă și a confiscat ziare tipărite care contraveneau Ordonanțelor din iulie, a fost întâmpinată de o mulțime revoltată, care striga furios: À bas les Bourbons! („Jos cu Bourbonii!”) și Vive la Charte! („Trăiască Carta!”). Armand Carrel, jurnalist, scria în ediția de a doua zi a ziarului Le National:
Franța... revine în revoluție prin actul guvernului însuși... regimul juridic este acum întrerupt, cel al forței a început... în situația în care ne aflăm acum, supunerea a încetat să mai fie o datorie... Franța trebuie să judece cât de mult trebuie să se extindă propria rezistență.
În ciuda furiei publice față de atacul poliției, Jean-Henri-Claude Magin, prefectul poliției capitalei, nota în acea seară: „cea mai perfectă liniște continuă să domnească în toate părțile capitalei. Niciun eveniment demn de atenție nu este înregistrat în rapoartele care mi-au fost transmise.”

### Marți, 27 iulie 1830: prima zi

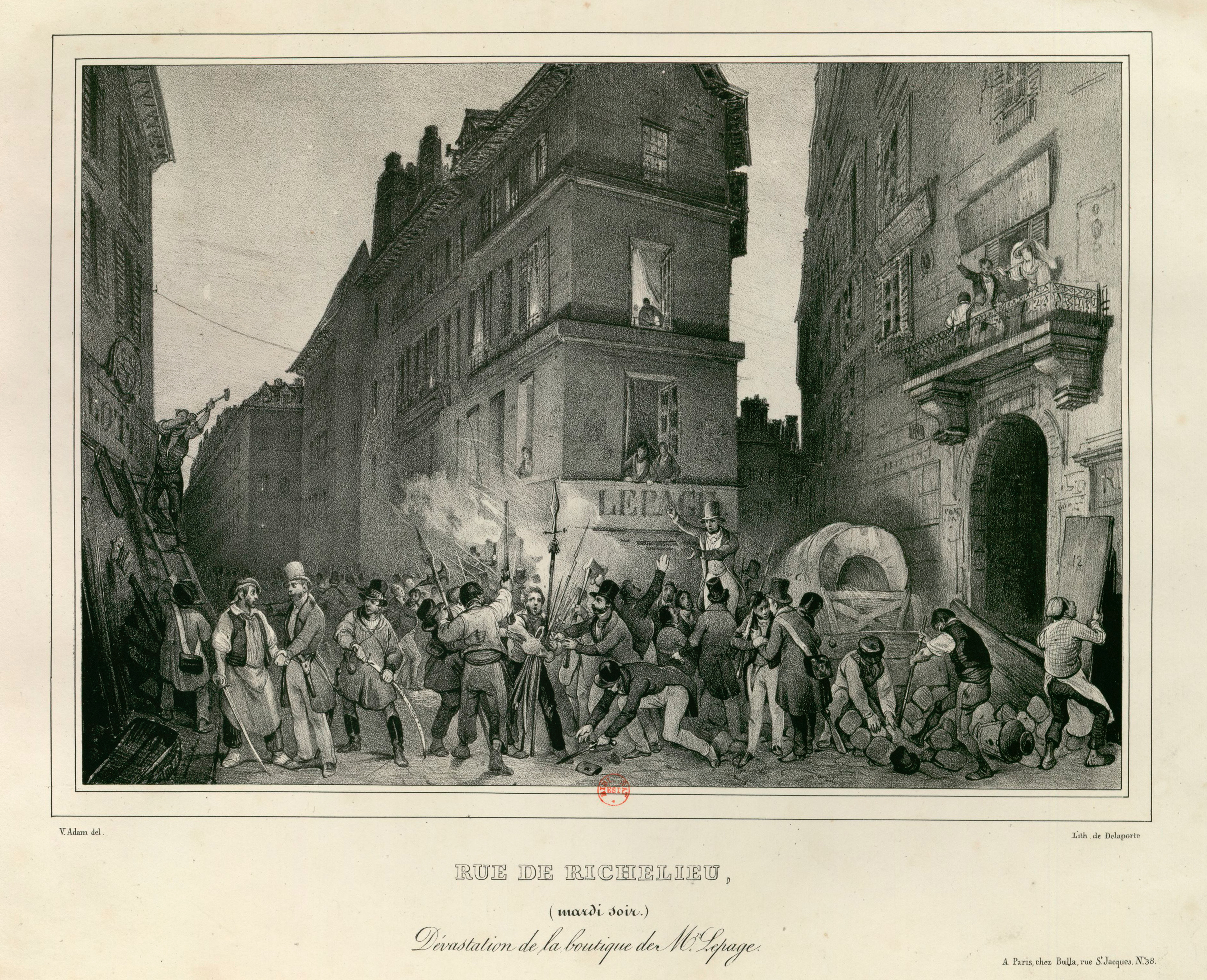
27 iulie 1830: parizieni revoltați, capturând arme din depozitul Le Page din str. Richelieu - litografie din 1831

La începutul zilei, Parisul era încă liniștit, dar din ce în ce mai mulți oameni au ieșit în stradă. Guvernul a făcut apel la Auguste de Marmont, care fusese numit recent guvernator al Parisului, încredințându-i comanda trupelor care trebuiau să restabilească ordinea. A fost o alegere neinspirată, acesta fiind socotit răspunzător de „trădarea de la Essonnes”, care avusese drept rezultat abdicarea de la Fontainebleau, în 1814 (după intrarea în Paris a aliaților participanți la coaliția antinapoleoniană, mareșalul Marmont s-a retras la Essonnes, cu trupele de sub comanda sa; acolo a dus tratative secrete cu aliații, semnând capitularea Parisului,  ceea ce a făcut inevitabilă abdicarea lui Napoleon).
Insurecția din timpul „celor trei zile” (27-29 iulie 1830) nu a fost doar o manifestare pentru liberalism, ci, totodată, o răscoală națională împotriva tratatelor umilitoare care fuseseră impuse Franței în 1815. Acest caracter național se afirmă, printre altele, prin arborarea la primăria Parisului și la Catedrala Notre-Dame a drapelului tricolor, drapelul revoluției și al imperiului, opus drapelului alb al regalității, impus de triumful coaliției antinapoleoniene.
În jurul orei 3 pm, primele grupuri de răsculați au început luptele de stradă cu poliția și jandarmeria în apropiere de Palais-Royal. Primele baricade au fost ridicate de studenții și muncitorii afiliați la societatea secretă Asociația Patrioților⁠(d). Îndemnați de către unii lideri, manifestanții au început să hărțuiască trupele de jandarmerie aruncând cu pietre de pavaj și cărămizi. Alungați de pe baricade, ei s-au retras pe strada Montpensier, apoi în Rue du Lycée, urmăriți de jandarmi, în timp ce un escadron de cavalerie a evacuat complet piața de la Palais-Royal. Ofițerul de serviciu de la Palais-Royal, însoțit de 30 de soldați, i-a somat pe manifestanții din Rue du Lycée să se împrăștie, iar la refuzul acestora a comandat deschiderea focului; un om a fost ucis. Acest fapt i-a îndârjit și mai mult pe răsculați, care au început să strige „răzbunare!” Mulțimea ieșită în stradă creștea constant și, odată cu ea, luptătorii. Strigătul de luptă era Vive la Charte! („Trăiască Carta!”).
La 4:30 pm, comandanții trupelor primei divizii militare din Paris și cei ai Garde Royale au primit ordin să-și concentreze trupele și tunurile în Place du Carrousel⁠(d), în fața Palatului Tuileries, în Place Vendôme⁠(d) și în Place de la Bastille⁠(d). Pentru a menține ordinea și a proteja magazinele de arme împotriva eventualilor jefuitori, au fost înființate, consolidate și extinse patrulele militare din tot orașul. Cu toate acestea, nu au fost luate măsuri speciale pentru a proteja depozitele de arme și fabricile de praf de pușcă. Pentru o perioadă, acele precauții păreau premature, dar la ora 7:00 pm, odată cu venirea amurgului, a început lupta. „Parizienii, mai degrabă decât soldații, erau agresorii. Pietrele de pavaj, țiglele de pe acoperișuri și ghivecele de flori de la ferestrele etajelor superioare... au început să plouă asupra soldaților de pe străzi”. La început, soldații au tras focuri de avertizare în aer. Dar, până la miezul nopții, douăzeci și unu de civili fuseseră deja uciși. Răsculații au defilat apoi pe străzi, cu cadavrul unuia dintre cei împușcați, strigând Mort aux Ministres!, À bas les aristocrates! („Moarte miniștrilor!”, „Jos cu aristocrații!”).
Un martor scria:
[Am văzut] o mulțime de oameni agitați care trec și dispar, apoi o trupă de cavalerie care îi urmărește... În fiecare direcție și la intervale... Zgomote, focuri de armă și apoi, pentru o perioadă, toate sunt din nou tăcute, așa că, pentru o vreme, s-ar putea crede că totul în oraș era normal. Dar toate magazinele sunt închise; Pont Neuf este aproape complet întunecat, stupefacția care este vizibilă pe fiecare față ne amintește prea mult de criza cu care ne confruntăm...
Luptele din Paris au continuat toată noaptea. Același martor ocular scria:
Este aproape un sfert de oră trecut de opt seara și deja se pot auzi strigăte și focuri de armă. Afacerile sunt într-un mod complet... Mulțimi care se grăbesc pe străzi... sunetul tunurilor și al focurilor de armă devine din ce în ce mai tare... Se pot auzi strigăte de „À bas le roi!”, „À la guillotine!!”... 

### Miercuri, 28 iulie 1830: a doua zi

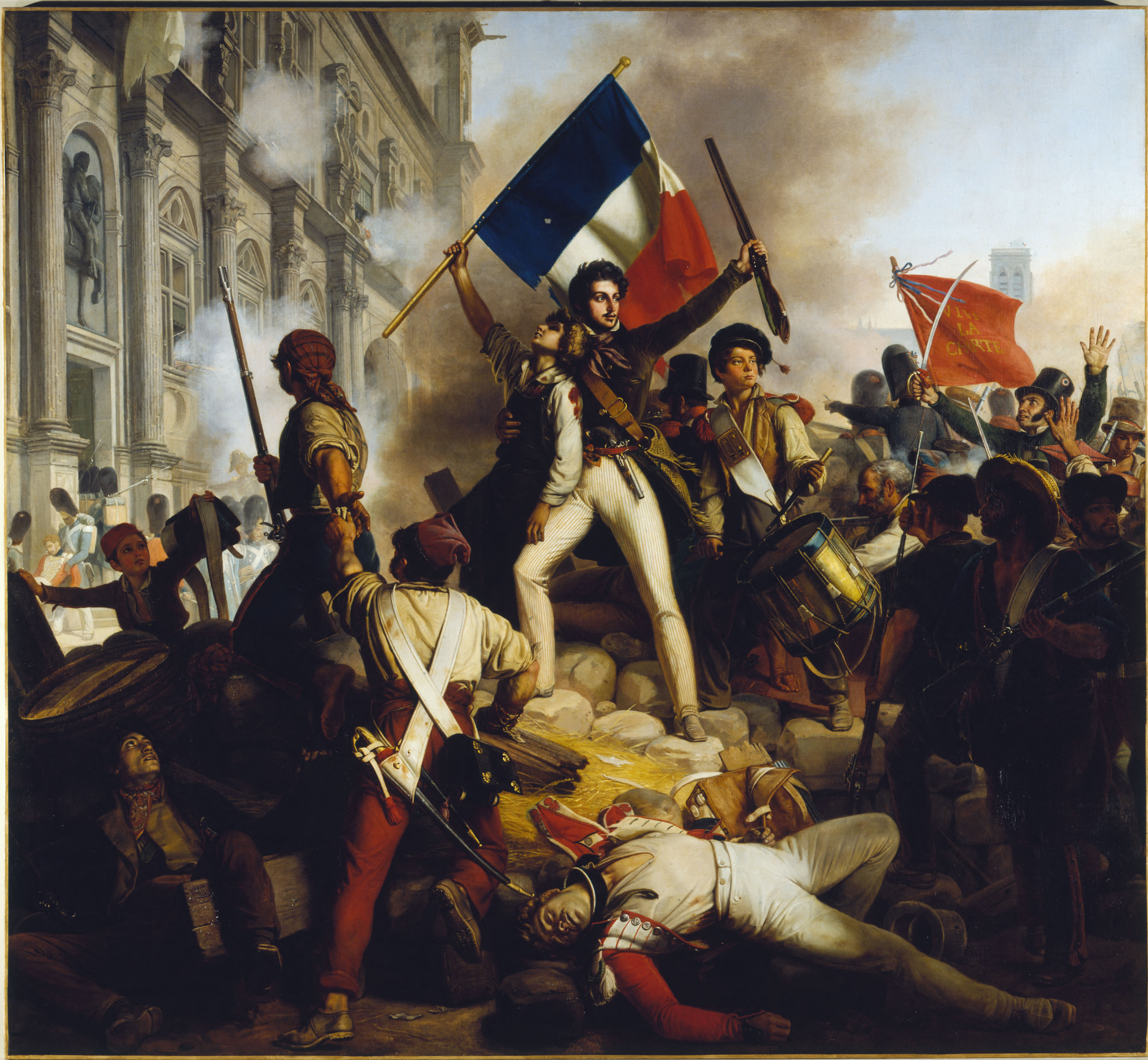
Lupta pentru cucerirea Primăriei Parisului,
28 iulie 1830

Regele i-a ordonat mareșalului Auguste de Marmont, duce de Ragusa, comandant al Gărzii regale (Garde royale), să reprime tulburările. Regele a rămas în Castelul de la Saint-Cloud, dar era ținut la curent cu evenimentele din Paris de către miniștrii săi, care au insistat asupra faptului că problemele se vor termina imediat ce protestatarii vor rămâne fără muniție. 
Planul lui Marmont era să aibă Garde Royale și unitățile de linie ale garnizoanei orașului la dispoziție, astfel încât să păstreze arterele vitale și podurile Parisului, precum și să protejeze clădiri importante precum Palais-Royal (Palatul regal), Palais de Justice⁠(d) (Palatul de Justiție) și Hôtel de Ville⁠(d) (Primăria Parisului). Acest plan era pe atât de ambițios, pe cât de prost conceput: nu numai că nu erau suficiente trupe, dar nu fuseseră alocate muniții și provizii suficiente. Garde Royale a fost loială, dar unitățile de linie din garnizoana Parisului au început să se retragă, un număr din ce în ce mai mare de soldați părăseau pozițiile în care fuseseră dizlocați, fără să le pese că pot fi văzuți, sau chiar au fraternizat cu insurgenții. Soldații lui Marmont, slab aprovizionați cu hrană și muniție, au fost blocați pe străduțele înguste ale vechiului Paris și în fața baricadelor ridicate de insurgenți, sub o ploaie de proiectile improvizate. În jurul amiezii, răsculații au reușit să preia controlul Primăriei Parisului (Hôtel de Ville), în vârful căruia au ridicat tricolorul, provocând o emoție intensă în rândurile populației pariziene. De câteva ori pierdut și apoi recucerit în timpul zilei de 28 iulie, acest edificiu, simbol al Parisului, a rămas sub controlul insurgenților.
Un comitet ad-hoc al opoziției anti-bourbonice, din care făceau parte, printre alții, bancherii Jacques Laffitte⁠(d) și Casimir Périer⁠(d), generalii Étienne Gérard și Georges Mouton, conte de Lobau, au întocmit și semnat o petiție în care solicitau ca „Ordonanțele din iulie” să fie retrase. Petiția era critică „nu pentru regele, ci pentru miniștrii săi”, încercând să corecteze astfel convingerea lui Carol al X-lea că oponenții săi liberali erau dușmani ai dinastiei sale. După semnarea petiției, membrii comitetului s-au dus direct la mareșalul Marmont pentru a-i cere încetarea vărsării de sânge și pentru a-l convinge să devină un mediator între Saint-Cloud (reședința regală) și Parisul răsculat. Marmont a admis justețea petiției, dar a declarat că Parisul va trebui să depună mai întâi armele pentru a se ajunge la o soluționare. Descurajați, dar nu disperați, membrii comitetului l-au căutat apoi pe primul ministru, marchizul de Polignac. De la Polignac au primit însă și mai puțină satisfacție, acesta refuzând să citească petiția, poate pentru că știa că discuțiile vor fi o pierdere de timp. Ca și Marmont, el știa că regele considera ordonanțele din iulie vitale pentru siguranța și demnitatea tronului Franței și că nu le-ar retrage în niciun caz. 
La ora 4 după amiază, Carol al X-lea l-a primit pe colonelul Komierowski, unul dintre aghiotanții lui Marmont. Colonelul aducea o notă de la Marmont către Majestatea Sa:
Sire, nu mai este o revoltă, este o revoluție. Este urgent ca Majestatea Ta să ia măsuri pentru pacificare. Onoarea coroanei poate fi încă salvată. Mâine, poate, nu va mai fi timp... Aștept cu nerăbdare ordinele Majestății Tale.
Regele i-a cerut sfaturi lui Polignac, iar acesta l-a îndemnat să reziste în fața revoltei.
Jacques Laffitte a fost primul dintre membrii opoziției anti-bourbonice care a inițiat discuții concrete, referitoare la viitorul monarhiei franceze, cu ducele de Orleans. La Palais-Royal, el a luat legătura cu secretarul ducelui, Oudard, care la rândul său i-a transmis lui Ludovic-Filip, la Neuilly (reședința sa de vară), un mesaj prin care îi comunica ducelui că Laffitte va lucra pentru el fără însă a-l compromite. Avertizat că un batalion al gărzii regale, încartiruit în foburgul⁠(d) Saint-Honoré, primise ordin să înconjoare castelul de la Neuilly „la cea mai mică mișcare care putea să sugereze intenția de a-l implica [pe duce] într-o insurecție”, ducele de Orleans și-a petrecut noaptea de 28 spre 29 iulie într-o veche orangerie⁠(d) transformată în crescătorie de viermi de mătase, care flanca micul castel din Villiers, de la marginea domeniului din Neuilly.

### Joi, 29 iulie 1830: a treia zi

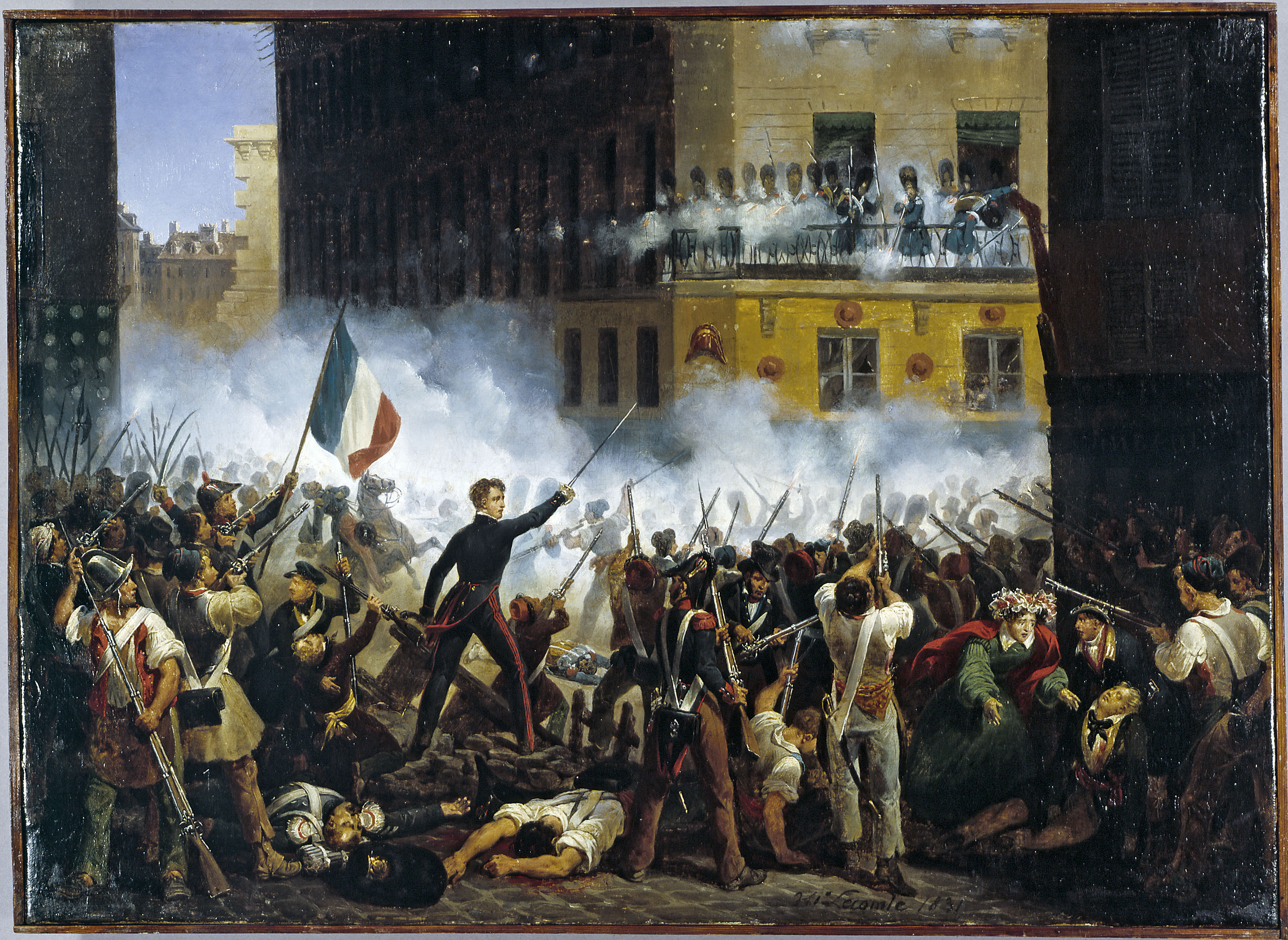
Lupta din strada Rohan, 29 iulie 1830

În acea zi, poetul, romancierul și dramaturgul Alfred de Vigny, deși monarhist convins, scria în jurnalul său:
„Ei (regele și miniștrii) nu vin la Paris, deși oamenii mor pentru ei... Niciun prinț nu a apărut. Bieții oameni din garda regală, abandonați fără comandanți și fără hrană timp de două zile, atacați din toate părțile, tot mai luptau”.
Poate din același motiv (lipsa din Paris a regelui și a anturajului său), regaliștii nu se vedeau nicăieri. Între timp, insurgenții deveniseră după primele două zile ale revoluției mult mai bine organizați și înarmați. În doar o zi și o noapte, peste 4.000 de baricade se ridicaseră în tot orașul. Steagul tricolor al revoluționarilor - „steagul poporului” - flutura deasupra unui număr tot mai mare de clădiri importante. 
Marmont, lipsit de inițiativă, nu a avut prezența de spirit să solicite trupe suplimentare din Saint-Denis, Vincennes, Lunéville sau Saint-Omer; de asemenea, el nu a cerut sprijinul rezerviștilor sau al acelor parizieni încă fideli lui Carol al X-lea. Membrii marcanți ai opoziției anti-bourbonice au venit din nou la cartierul său general, cerându-i arestarea lui Polignac și a celorlalți miniștri, în timp ce susținătorii lui Carol al X-lea i-au cerut arestarea membrilor comitetului ad-hoc al opoziției anti-bourbonice și a altor conducători ai insurgenților. Marmont a refuzat să acționeze la oricare dintre aceste cereri, preferând să aștepte ordine concrete de la rege. 
În jurul orei 1:30   pm, Palatul Tuileries a fost cucerit definitiv de revoluționari. Ceva mai devreme, fusese cucerit și Luvrul. Gărzile elvețiene de acolo, văzând mulțimea care înainta și derutați de ordinele lui Marmont de a nu se trage decât dacă s-a deschis focul de către insurgenți, s-au retras; nu voiau să împărtășească soarta unui contingent similar de gărzi elvețiene din timpul insurecției de la 10 august 1792, care rezistaseră împotriva răsculaților și fuseseră uciși cu toții. Până la jumătatea după-amiezii, cel mai important obiectiv pentru revoluționari, Hôtel de Ville (Primăria Parisului), fusese cucerit definitiv de către aceștia. În mod surprinzător, pentru astfel de evenimente, jafurile din aceste trei zile au fost puține; nu numai la Luvru, unde picturile și alte obiecte de artă erau protejate de către revoluționari, dar nici la Tuileries, Palatul de Justiție, Palatul Arhiepiscopului Parisului și alte locuri.
Practic, la sfârșitul acestei zile întregul Paris se afla sub controlul insurgenților. Membrii Gărzii naționale din Paris⁠(d), care fusese desființată de rege, au apărut pe străzi, înarmați și purtând vechile lor uniforme. Comanda Gărzii naționale fost preluată de Marchizul de La Fayette, care, la cei 72 de ani ai săi, încă se bucura de un mare prestigiu atât în rândurile republicanilor cât și în cele ale monarhiștilor moderați.

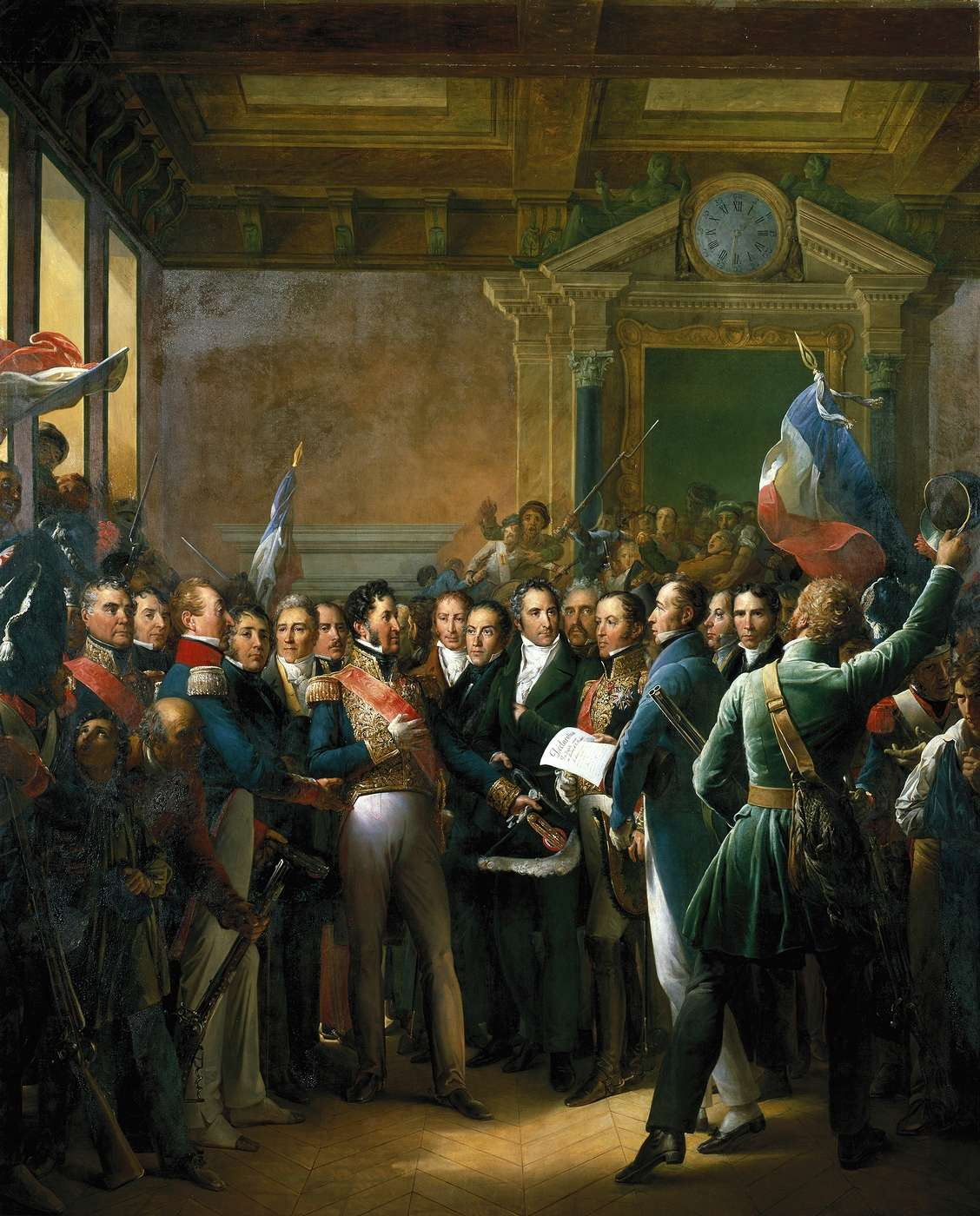
Hôtel de Ville: deputații îl proclamă rege pe Ludovic-Filip (31 iulie 1830)

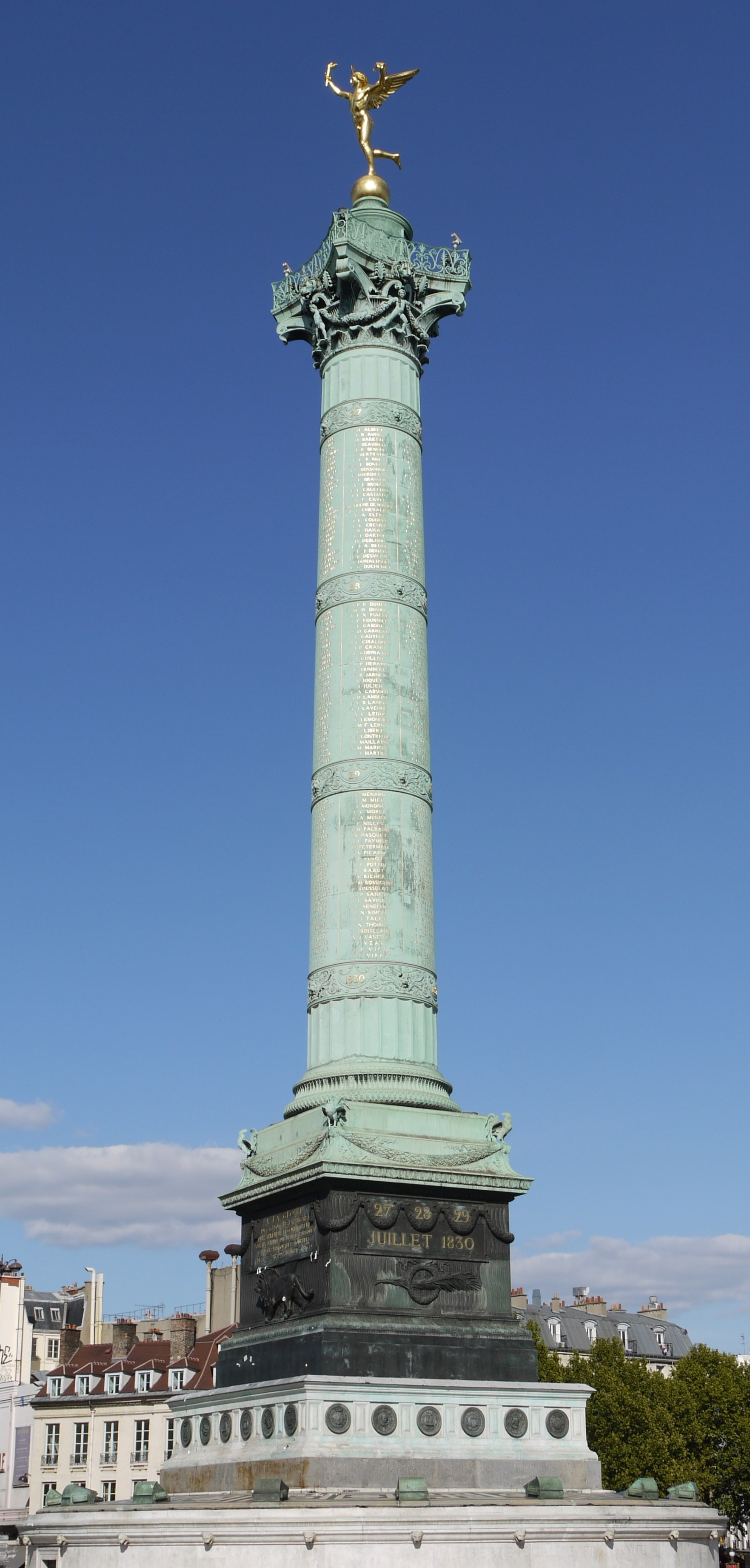
La Colonne de Juillet, ridicată în memoria Revoluției de la 1830

Abia în acest moment, când revoluția era deja victorioasă, majoritatea deputaților și a membrilor Camerei superioare (Chambre des pairs⁠(d)) au făcut cauză comună cu insurgenții și au preluat treptat conducerea mișcării. Deși republicanii doreau constituirea imediată a unui guvern provizoriu, s-a reușit doar formarea unei comisii municipale, care a lansat un apel la ordine, bazându-se îndeosebi pe Garda națională din Paris. Comisia municipală, care s-a instalat în sediul Primăriei Parisului (Hôtel de Ville, unde se afla și comandamentul Gărzii naționale în frunte cu La Fayette) era compusă din cinci membri: Casimir Périer, Mouton de Lobau, Audry de Puyraveau, François Mauguin și Auguste de Schonen.

### 30 și 31 iulie 1830
Parisul fiind deja în totalitate sub stăpânirea revoluționarilor, planurile pentru un instaurarea unui nou regim au început să se cristalizeze rapid.
Pe măsură ce revoluția se dezvoltase, au apărut două facțiuni rivale. Republicanii - în principal muncitori și studenți - câștigaseră controlul străzilor și cuceriseră Hôtel de Ville (Primăria Parisului), unde pe 29 iulie au înființat „comisia municipală”. Ei îl considerau pe venerabilul general La Fayette, comandantul Gărzii naționale din Paris, drept liderul lor simbolic. Monarhiștii constituționali își aveau sediul la redacția ziarului Le National; candidatul lor la tron era Ducele de Orléans, viitorul rege Ludovic-Filip. Acesta, inițial a fost reticent în a-și asuma riscurile inerente, temându-se de un eșec și de un nou exil, dar Adolphe Thiers și-a asumat sarcina de a-l convinge și a reușit. La 31 iulie, Ludovic-Filip și-a făcut drum printr-o mulțime în mare parte ostilă până la Hôtel de Ville unde s-a confruntat cu republicanii. Cauza sa a fost câștigată de La Fayette, care a considerat că o monarhie constituțională ar fi mai sigură decât riscurile unei guvernări republicane: el a apărut pe balconul de la Hôtel de Ville înfășurat într-un drapel tricolor și l-a îmbrățișat pe Ludovic-Filip în aplauzele mulțimii adunate în piața din fața clădirii. Două zile mai târziu, Carol al X-lea a abdicat în cele din urmă. În final, burghezia ieșise definitiv victorioasă.

## Consecințe
Revoluția din iulie 1830 a creat o monarhie constituțională în Franța. La 2 august 1830, regele Carol al X-lea și fiul său, Louis-Antoine, Duce de Angoulême (ultimul Delfin al Franței) au abdicat și au plecat spre Marea Britanie. Deși Carol al X-lea intenționase ca nepotul său, Henri, conte de Chambord și duce de Bordeaux, să preia tronul ca „Henric al V-lea”, politicienii care constituiseră guvernul provizoriu au impus urcarea pe tron a unui văr îndepărtat al fostului rege, Ludovic-Filip al Franței, din Casa de Orléans, care a acceptat să guverneze un monarh constituțional.
Perioada care a urmat (1830-1848) a fost denumită în istoria Franței ca Monarhia din Iulie. Susținătorii ramurii exilate a dinastiei bourbonice au devenit cunoscuți ca „legitimiști”. Ludovic-Filip a fost proclamat „rege al francezilor”, un titlu care aducea o delimitare de vechea monarhie, în care titlul oficial era „rege al Franței”. De asemenea, în mod simbolic, drapelul oficial al Franței a devenit tricolorul, ca pe vremea primei republici franceze și a imperiului napoleonian.
Această a doua revoluție franceză a fost și unul din factorii care au dus la declanșarea revoluției din august de la Bruxelles și din provinciile sudice ale Regatului Unit al Olandei, ceea ce a dus la separarea și instituirea Regatului Belgiei. Exemplul Revoluției din iulie a inspirat revolta nereușită din Italia și Revolta din Noiembrie din Polonia. 
Doi ani mai târziu, republicanii parizieni, dezamăgiți de rezultatul Revoluției din iulie 1830, s-au revoltat, eveniment fiind cunoscut sub numele de Rebeliunea din iunie 1832. Deși insurecția a fost zdrobită în mai puțin de o săptămână, Monarhia din iulie a rămas fără sprijinul popular pe care se baza, fiind în cele din urmă răsturnată în 1848 (Revoluția franceză de la 1848).